# Sarigan
Sarigan é uma ilha das Marianas Setentrionais. A região é o resultado de um holoceno que era um estratovulcão sem erupções.
Antigamente a ilha foi habitada, mas no censo de 2000 estava desabitada. É hoje um lugar proposto para reserva para aves em perigo vindas de Guam e Saipan.